# Matsukura Shigemasa
Matsukura Shigemasa est un nom japonais traditionnel ; le nom de famille (ou le nom d'école), Matsukura, précède donc le prénom (ou le nom d'artiste).
Matsukura Shigemasa (松倉 重政, 1574-19 décembre 1630) est un daimyo (seigneur féodal) de la fin de l'époque Sengoku et du début de l'époque d'Edo. Il porte le titre de courtoisie de Bingo no kami et le rang de cour 5e inférieur (ju-go i no ge). Bien qu'il commence comme samouraï obligé de Tsutsui Sadatsugu dans la province de Yamato, il devient seigneur féodal de plein droit et acquiert le domaine de Shimabara situé dans l'île Kyūshū, d'une valeur de 60 000 koku, en 1600. Il est surtout connu pour être le daimyo dont le domaine est le centre de la rébellion de Shimabara en 1638.

## Jeunesse
Né en 1574 dans la province de Yamato, Matsukura Shigemasa est le fils de Matsukura Ukon Shigenobu, un obligé du clan Tsutsui. Cependant, à la suite du décès de Tsutsui Junkei, le clan Tsutsui est transféré dans la province d'Iga et les Matsukura demeurent à Yamato, sous le contrôle du clan Toyotomi. En 1600, il prend part à la bataille de Sekigahara, et s'en voit remercier par l'octroi de la seigneurie du château de Gojo-Futami par Tokugawa Ieyasu. Pour ses actions méritoires dans l'armée Tokugawa à la bataille de Dōmyōji de la campagne d'été d'Osaka, son allocation est augmentée et il est transféré en 1616 à Hinoe dans la province de Hizen, dans un domaine aux revenus de 43 000 koku, appartenant précédemment à Arima Harunobu.

## Surtaxation et persécution
En 1618, selon l'ordre ikkoku-ichijō (一国一城, littéralement, « un château par province ») établi par le shogunat Tokugawa, Shigemasa démantèle ses deux châteaux de Hara et Hinoe et commence la construction du nouveau château de Shimabara (également appelé château de Matsutake). Le château est beaucoup plus grand que ce que le domaine peut se permettre, aussi Shigemasa impose-t-il les paysans d'une façon qui dépasse l'entendement. En fin de compte, le prix de la construction du château se révèle être deux fois plus élevé que le montant que le domaine peut raisonnablement se permettre.
En 1621 commencent les persécutions des chrétiens avec les mutilations et de nouvelles pratiques d'ordonnées par les restrictions toujours plus strictes du shogun Tokugawa Iemitsu. À Shimabara, le clan Matsukura torture les chrétiens en les faisant bouillir vivants dans les tristement célèbres sources volcaniques d'Unzen à partir de 1627. En 1629, Shigemasa approche le Nagasaki bugyō Danjo no sho Takenaka Shigeyoshi et lui propose de faire de même pour tous les chrétiens à Nagasaki. Takenaka accepte.

## Plans pour Luçon
Par la suite, Shigemasa espère diminuer encore davantage la sécurité des chrétiens en attaquant Luçon aux Philippines. À cette fin, il taxe et impose plus encore ses ressortissants. Alors que le shogunat Tokugawa n'approuve pas entièrement sa direction de fer, il appuie, mais discrètement, son désir d'une expédition étrangère.

## Décès et succession de la famille
Avant que Shigemasa ne puisse mettre ses plans en œuvre, il meurt au onsen (sources d'eau chaude) d'Obama en 1630. Certains historiens pensent qu'il a été empoisonné par le shogunat pour avoir inutilement traité trop durement ses ressortissants mais la vérité reste floue. La position de chef de famille est transmise à son fils Matsukura Katsuie. Cependant, comme Katsuie poursuit les mesures draconiennes de son père, les paysans et les samouraïs sans maître (rōnin) du domaine se révoltent et commencent la rébellion de Shimabara.
La famille Matsukura disparaît quand Katsuie est décapité par ordre shogunal et que le shogunat place le domaine sous la garde de Mori Nagatsugu (seigneur du domaine de Tsuyama de la province de Mimasaka), avant de la transmettre au clan Kōriki, qui s'y installe en provenance de Hamamatsu dans la province de Tōtōmi.
Quant à Takenaka Shigeyoshi, il est exécuté en 1634 pour la possession illégale de 24 lames signées Muramasa.

## Source de la traduction
- (en) Cet article est partiellement ou en totalité issu de l’article de Wikipédia en anglais intitulé « Matsukura Shigemasa » (voir la liste des auteurs).